# K.V. Zetterstéen
Karl Vilhelm Zetterstéen (Orsa, 18 agosto 1866 – 1953) è stato un orientalista svedese.

## Biografia
Zetterstéen seguì i corsi universitari nell'Università di Uppsala nel 1884 e conseguì il dottorato e l'abilitazione all'insegnamento di Semitistica nel 1895. 
Insegnò "Lingue orientali" nell'Università di Lund (1895-1904) e fu professore di Lingue semitiche a Uppsala dal 1904 al 1931. Studiò sotto il magistero di Eduard Sachau nella Università Humboldt di Berlino.
Come semitista, Zetterstéen si espresse ad altissimi livelli, tanto come filologo arabista, quanto come eccellente conoscitore e studioso della lingua persiana, della lingua turca e del nubiano antico. 
Tra le sue numerose pubblicazioni e studi, figurano lavori di carattere storico classico (età mamelucca) e di letteratura araba contemporanea (al-Ayyām, ossia "I Giorni" dell'egiziano Ṭāhā Ḥusayn).
 
Tra tutti spicca una sua traduzione in svedese del Corano.